# Opera africana

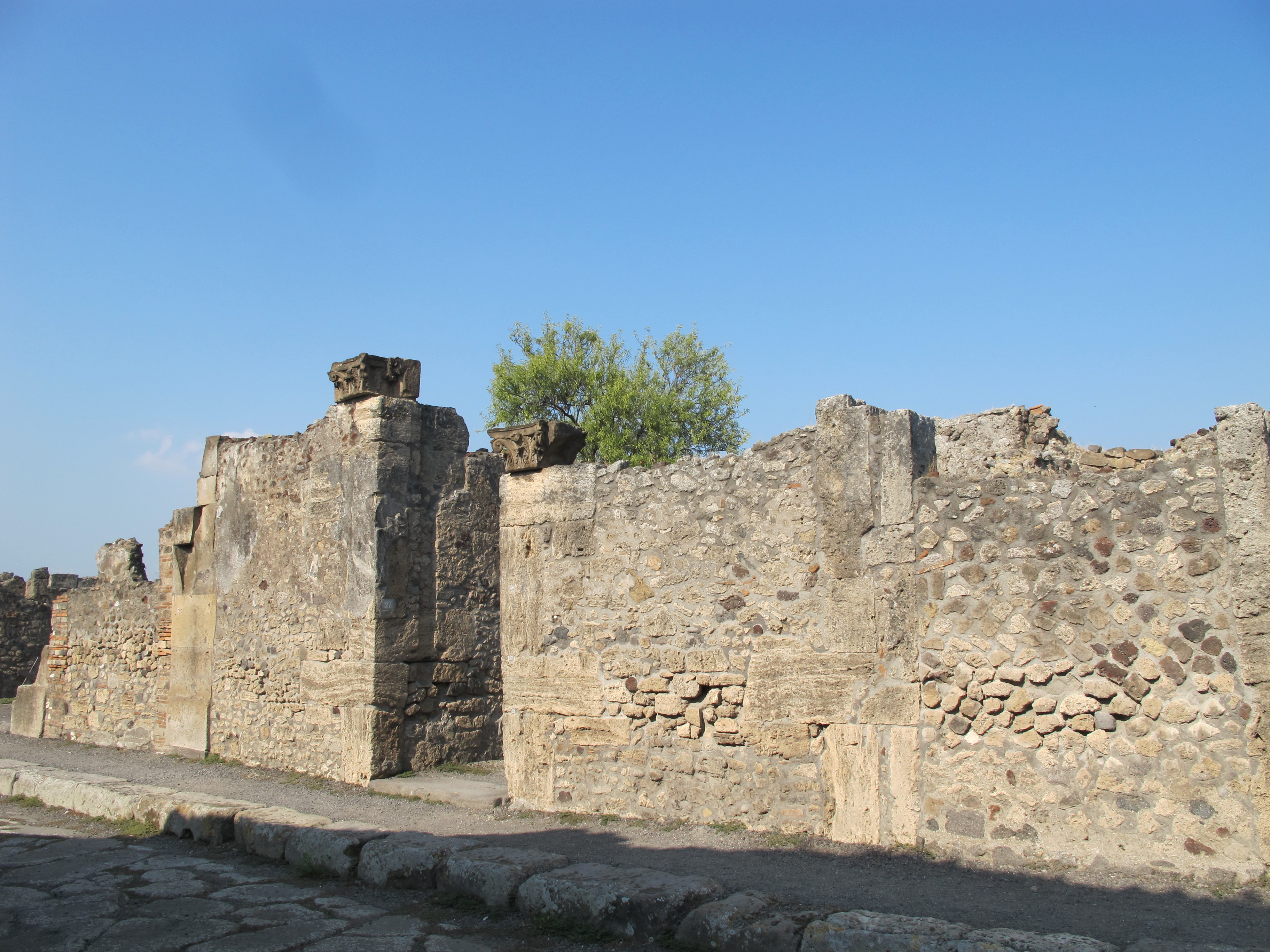
Pompei, esempio di costruzione in opera africana

L'opera africana (in latino opus africanum) è un'antica tecnica edilizia che prevede una costruzione muraria con la creazione di un "telaio" ottenuto con l'inserimento di pilastri di pietra e poi completato con un riempimento di pietre più piccole e di forma irregolare, a volte legate con della terra o malta.
I pilastri, originariamente usati solo in verticale, in epoca romana furono disposti secondo una alternanza in verticale e orizzontale. Questa tecnica rendeva il muro particolarmente forte e resistente nonostante l'uso di materiali di poco pregio quali il comune pietrame, rinforzato dai pilastri solo nei punti di maggior debolezza strutturale. Veniva dunque usata come soluzione efficiente ma anche economicamente vantaggiosa per i muri portanti e le costruzioni monumentali.
Si ritiene sia di origine fenicia o ittita risalente al XV secolo a.C., poi sviluppata dalla civiltà punica come testimoniano le numerose vestigia esistenti a Cartagine e più in generale nel Mahgreb e nel Nord-Africa (da cui il nome). Da qui fu poi esportata in Sicilia e in Italia meridionale: le testimonianze più antiche risalgono a un periodo compreso fra il VII e il VI secolo a.C. Dello stesso periodo vi sono delle costruzioni anche in Etruria.
È possibile osservare numerosi esempi di epoca romana negli edifici di Pompei. L'evoluzione di questa tecnica a "telaio litico" portò all'uso dell'opus craticium (opera a graticcio), con i pilastri disposti in diagonale o dell'opus mixtum (opera mista) con uso di materiali misti e laterizi, spesso con i pilastri disposti a scacchiera.